# قناة فحم سومرست

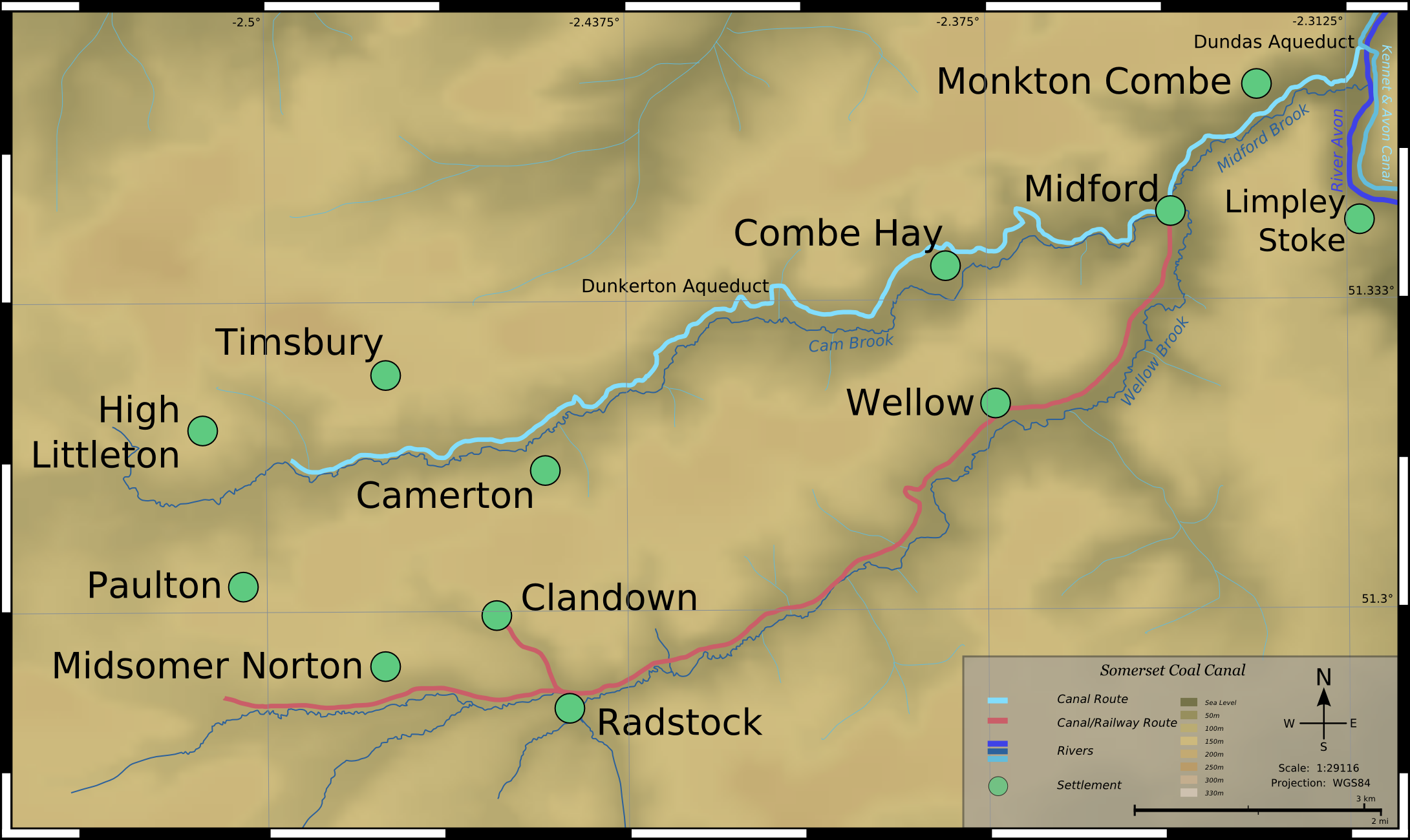
خريطة قناة سومرست كول

كانت قناة سومرست كول (المعروفة أصلاً باسم قناة سمورستشاير كول) عبارة عن قناة ضيقة في إنجلترا، تم بناؤها في حوالي عام 1800 من أحواض عند بولتون وتيمسبري عن طريق كاميرتون والقناة الموجودة عند دانكيرتون وكومب هاي وميدفورد ومونكتون كومب إلى ليمبلي ستوك حيث تنضم إلى قناة كينيت آند أفون. وهي تعطي إمكانية الوصول من حقل فحم سمورست والذي يحتوي في ذروته على 80 منجم فحم إلى لندن. وكان أطول ذراع للقناة بطول 18 ميلاً (29 كيلومتر) بالإضافة إلى 23 كم هاويس. يجري ذراع للقناة من ميدفورد عن طريق ريثلينجتون إلى رادستوك مع قناة عند ويلو.
وهناك سمة من سمات القناة وهي وجود مجموعة متنوعة من الأساليب المستخدمة في كومب هاي للتغلب على الاختلافات بين ارتفاع المجرى العلوي والسفلي من القناة، في البداية عن طريق استخدام هاويس كاريسون وعند تعطل هذا الهاويس، تم استخدام مسحج مائل ثم رحلة من 22 هاويس.
لم يكن الذراع رادستوك ناجحًا تجاريًا أبدًا وتم استبداله في البداية بوسائل الترام عام 1815 وتم دمجه فيما بعد في السكك الحديدية المشتركة لسمورست ودورسيت. انتعش طريق بولتون لبضع سنوات حتى مجئ السكة الحديدية وتم إغلاقه عام 1898. وتم استخدام الكثير من مسار هذه القناة للسكة الحديدية. في أكتوبر من عام 2006، تم الحصول على منحة من صندوق تمويل تراث اليانصيب لتنفيذ دراسة تقنية على أحد الأهوسة والهياكل ذات الصلة في كومب هاي.

## معلومات تاريخية

### الخلفية

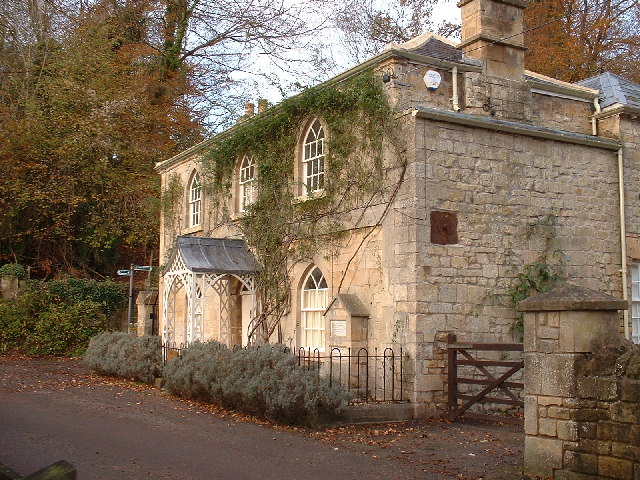
منزل في تاكلينج ميل، بجوار القناة حيث يعرف بأنه كان يعيش فيه ويليام سميث على الرغم من أن هذا محل خلاف

في عام 1763، تم اكتشاف الفحم في رادستوك وبدأ التنجيم في المنطقة، على الرغم من أن التنقل أصبح مشكلة رئيسية نتيجة للحالة السيئة للطرق. وقد أدت هذه التكلفة واحتمال توصيل الفحم من جنوب ويلز عن طريق قناة مونماوث شاير] إلى التقدم بطلب لحفر قناة يمكن أن تنقل الفحم إلى باث وويلتشاير. تم إجراء دراسات أولية خلال عام 1793 عن طريق ويليام جيسوب وويليام سميث وفقًا لتوجيه جون رينيه والذي قدم التقرير في 14 أكتوبر من عام 1793 مقدرًا تكلفة حفر القناة بحوالي 80 جنيه إسترليني. وقد قام سميث، والذي عمل أيضًا لدى ميرنز بيت في هاي ليلتل تاون، بتقديم ملاحظاته الأصلية مما أدى إلى ظهور نظرية نظرية التقسيم الطبقي عن طريق ملاحظة الغمسات في الطبقة الجيولوجية والتي تم عن طريقها حفر القناة. أصبح سميث مساح أراضٍ لدى الشركة، ولكن تم فصله في عام 1798، وكما يبدو لأنه استخدم منصبه كمساح أراضٍ لشراء منزل محلي بشروط ميسرة. ثم أقام لنفسه شركة خاصة في باث ولكن تم تعيينه مرة أخرى بواسطة الشركة عام 1811 لتقديم النصح عندما يلزم إجراء إصلاحات إلى قاع القناة.

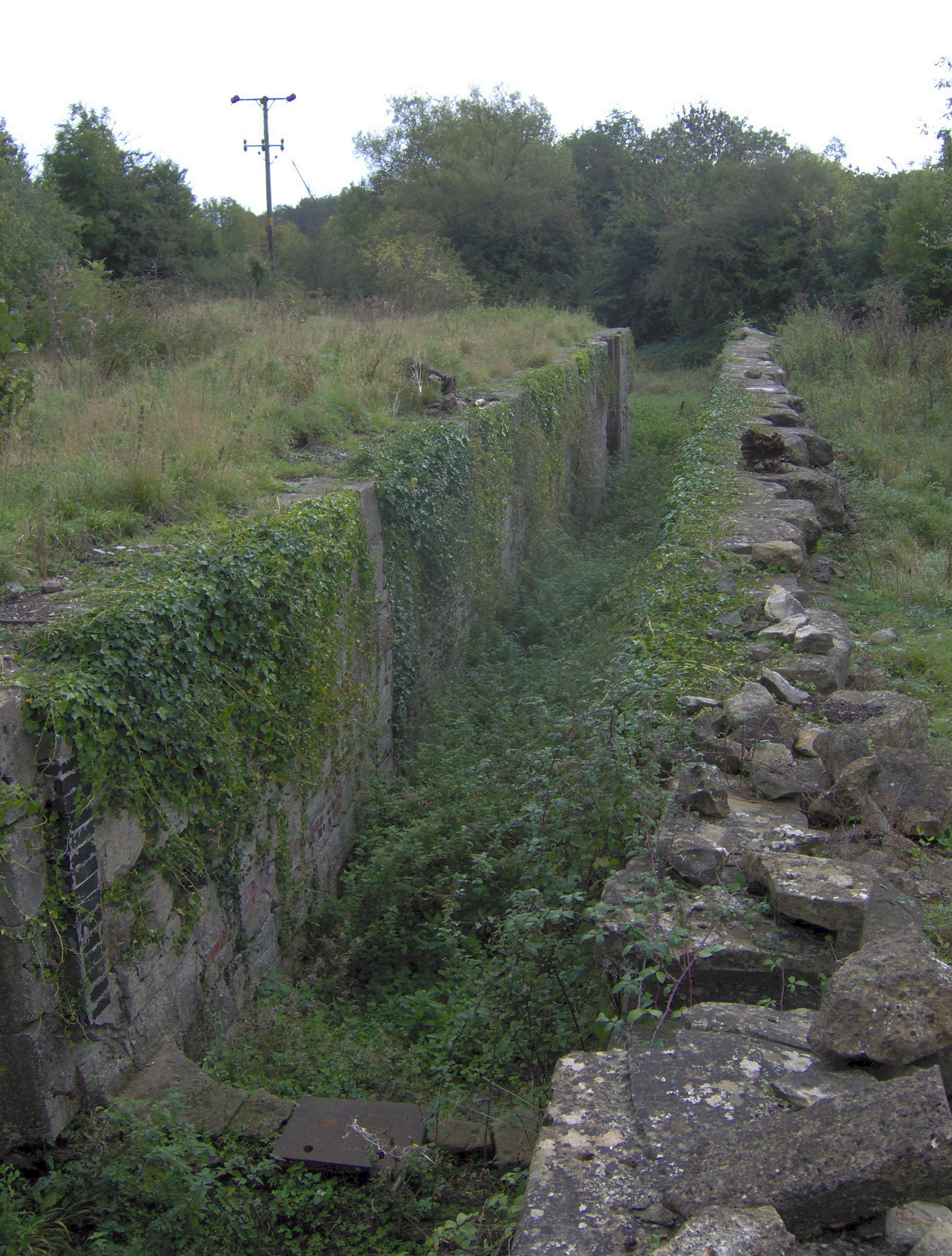
ديريليكتهويس بالقرب من منزل كايسون كومب هاي

تم إصدار ترخيص بحفر القناة عن طريق قانون صادر عن البرلمان بعنوان "قانون لإنشاء قناة يمكن الإبحار فيها والحفاظ عليها، مع طريق حديدية معينة وطرق حجرية، من العديد من مناجم الفحم في مقاطعة سمورست، للتواصل مع قناة كينيت آند أفون المقصودة في أبرشية برادفورد، في ماقطعة ويلتز"لعام 1794، وتم تنفيذ عمليات مسح إضافية عن طريق روبرت وايتورث وجون ساتكليف، والذي تم تعيينه فيما بعد ككبير مهندسين.

## قائمة المصادر
- Allsop، Niall (1993). The Somersetshire Coal Canal Rediscovered: A Walker's Guide. Bath: Millstream Books. ISBN:0-948975-35-0.
- Clew، Kenneth R (1970). The Somersetshire Coal Canal and Railways. Bran's Head Books. ISBN:0-905220-67-6.
- Cornwell، John (2005). Collieries of Somerset and Bristol. Landmark Publishing Ltd. ISBN:1-84306-170-8.
- Halse، Roger (2000). The Somersetshire Coal Canal: A Pictorial Journey. Bath: Millstream Books. ISBN:0-948975-58-X. {{استشهاد بكتاب}}: الوسيط author-name-list parameters تكرر أكثر من مرة (مساعدة)
- Handley، Chris (2006). Transport & Industrial Development in the Somerset Coalfield. Radstock: Radstock, Midsomer Norton and District Museum Society.
- Chapman، Mike (2000). The Timsbury Book - Timsbury & the Somersetshire coal canal. Timsbury: Timsbury Parish Council Millennium Committee. ISBN:0-9526225-5-6.

## وصلات خارجية
- Somersetshire Coal Canal Society website
- Richard Stevens site about the canal

‌